# Phục hồi thị lực
Phục hồi thị lực (tiếng Anh: Vision rehabilitation, hoặc vision rehab) là một thuật ngữ về một loại phục hồi chức năng cải thiện thị lực hoặc thị lực kém. Nói cách khác, đây là một quá trình phục hồi chức năng và cải thiện chất lượng cuộc sống và sự độc lập của một cá nhân bị mất chức năng thị giác do ốm hoặc chấn thương. Nhiều dịch vụ phục hồi thị lực tập trung vào người bị thị lực kém, một loại khiếm thị không thể phục hồi hoàn toàn bằng kính thông thường, kính áp tròng, thuốc men hoặc phẫu thuật. Thị lực kém làm cản trở việc thực hiện những hoạt động thường nhật. Khiếm thị gây ra bởi nhiều yếu tố như tổn thương não, mất thị lực... Trong số những kĩ thuật phục hồi thị lực sẵn có, hầu hết tập trung vào các phương pháp điều trị thần kinh và thể chất.